# Péter Somfai
Péter Somfai (2 aprile 1980) è uno schermidore ungherese, vincitore di una medaglia d'argento ai campionati mondiali di scherma.

## Biografia
Nei campionati mondiali di scherma ha conquistato una medaglia d'argento a Adalia nel 2009 ed una di bronzo a Parigi nel 2010 nella gara di spada a squadre, mentre nei campionati europei di scherma ha conquistato due medaglie d'oro nella gara di spada a squadre a Plovdiv nel 2009 ed a Lipsia nel 2010. Nel 2016 ha vinto il bronzo nella spada a squadre ai Giochi olimpici di Rio de Janeiro 2016.

## Palmarès
In carriera ha conseguito i seguenti risultati:
- Giochi olimpici

Rio de Janeiro 2016: bronzo nella spada a squadre.
- Mondiali di scherma

Adalia 2009: argento nella spada a squadre.
Parigi 2010: bronzo nella spada a squadre.
Catania 2011: argento nella spada a squadre.
Kiev 2012: bronzo nella spada a squadre.
- Europei di scherma

Plovdiv 2009: oro nella spada a squadre.
Lipsia 2010: oro nella spada a squadre.
Sheffield 2011: argento nella spada a squadre.
Legnano 2012: argento nella spada a squadre.